# Jätteverbena
Jätteverbena (Verbena bonariensis) är en verbenaväxtart som beskrevs av Carl von Linné. Jätteverbena ingår i släktet verbenor, och familjen verbenaväxter.

## Underarter
Arten delas in i följande underarter:
- V. b. bonariensis
- V. b. conglomerata